# Kulturkampf

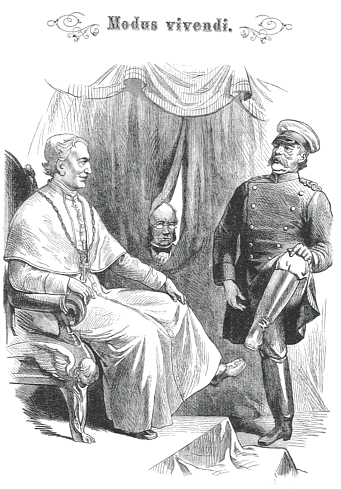
Modus vivendi, tranh biếm họa của Wilhelm Scholz: Giáo hoàng và thủ tướng đế chế Đức đòi hỏi nhau bày tỏ sự thần phục bằng cách hôn chân. TừKladderadatsch, Nr. 14/15 (18. März 1878).

Kulturkampf (nghĩa đen: đấu tranh văn hóa) là từ ở Đức để chỉ sự tranh chấp giữa vương quốc Phổ cũng như sau này Đế quốc Đức thời thủ tướng Otto von Bismarck và nhà thờ Công giáo Rôma thời giáo hoàng Piô IX. Những cuộc tranh chấp này leo thang kể từ 1871; và chấm dứt vào năm 1878 và đến 1887 chính thức kết thúc bằng phương tiện ngoại giao.

## Bối cảnh
Ở Âu châu vào thế kỷ 19 những khuynh hướng tự do cấp tiến lan rộng. Nhà thờ Công giáo Roma thấy vai trò của mình trong xã hội bị yếu đi. Giáo hoàng Piô IX đã ban ra những chỉ thị tôn giáo, với hy vọng là sẽ làm vững mạnh lại địa vị của nhà thờ. Thủ tướng Bismarck xem đó là một sự khiêu khích và là một hành động can thiệp vào nội bộ quốc gia Đức mà đang hình thành. Nó đưa đến những cuộc tranh chấp giữa giáo hoàng và thủ tướng Đức.